# Amt Ortrand
Amt Ortrand (baix sòrab Amtske Ortrand) és un amt ("municipalitat col·lectiva") del districte d'Oberspreewald-Lausitz, a Brandenburg, Alemanya. Té una extensió de 76,95 km² i una població de 6.765 habitants (2007). La seu és a Ortrand. El burgmestre és Kersten Sickert. Limita amb el districte d'Elbe-Elster a l'oest, amb Lauchhammer al nord, l'Amt Ruhland a l'est, i amb l'estat de Saxònia, al sud.

## Subdivisions
L'Amt Ortrand és format pels municipis:
1. Frauendorf
2. Großkmehlen
3. Kroppen (Kropnja)
4. Lindenau
5. Ortrand
6. Tettau (Tejow)